# Caroline Quach-Thanh
Caroline Quach-Thanh, née le 15 mars 1972, est une pédiatre microbiologiste-infectiologue et épidémiologiste canadienne. Elle est professeure titulaire à la Faculté de médecine de l’Université de Montréal et médecin responsable de l'unité de prévention et contrôle des infections du CHU Sainte-Justine. 

## Biographie
Née le 15 mars 1972, Caroline Quach-Thanh complète des études de médecine en 1995 et une résidence en pédiatrie en 1998 à l’Université de Montréal. Elle effectue ensuite des études post-doctorales en infectiologie pédiatrique et microbiologie (2002), puis une maîtrise en épidémiologie (2003) à l’Université McGill. Elle est chercheuse-boursière de mérite du Fonds de recherche du Québec - Santé.
Caroline Quach-Thanh préside l’Association de microbiologie médicale et des maladies infectieuses du Canada en 2017-2018. Elle est reconnue en 2019 et 2020 parmi les 100 femmes canadiennes les plus influentes par Canada's Most Powerful Women: Top 100, catégorie sciences et technologies,. Elle préside le Comité consultatif national de l'immunisation (CCNI) de 2018 à 2021 ainsi que le Comité sur l’immunisation du Québec à l'Institut national de santé publique du Québec.
En 2021, le Collège des médecins du Québec souligne le travail de la Dre Quach-Thanh en lui décernant le prix du rayonnement pour ses contributions au système de santé québécois et pour son travail envers la population pendant la pandémie de Covid-19. Elle fait partie des 20 scientifiques québécoises mises en lumière dans un ouvrage. 
En 2024, elle occupe la 54e position du palmarès des 100 personnes les plus influentes du Québec de l'Actualité.

## Recherches
Les intérêts de recherche de Caroline Quach-Thanh sont axés sur la prévention des infections, notamment les maladies nosocomiales et celles qui sont évitables par la vaccination. Elle est l’auteure de plus de 200 articles scientifiques répertoriés dans la base de données PubMed. 
Elle contribue également à la rédaction d’une vingtaine de rapports épidémiologiques de l’Institut national de santé publique du Québec. Elle rédige aussi plusieurs chapitres de livres en infectiologie pédiatrique, et en pharmacologie.
Les médias font régulièrement appel à son expertise pour obtenir des mises au point concernant les éclosions de nouveaux pathogènes ou la vaccination,,,. En 2020, elle reçoit un financement de 2,1 millions $ des Instituts de recherche en santé du Canada (IRSC) pour étudier le risque de réinfection au virus de la Covid-19 chez les travailleurs de la santé.  
En 2022, elle dirige la plateforme de coordination des réseaux de recherche POPCORN (Pediatric Outcome Improvement Through Coordination of Research Networks). Cette initiative également financée par les IRSC vise à mieux comprendre les effets de la Covid-19 sur les enfants. 
Caroline Quach-Thanh est titulaire d'une chaire de recherche du Canada en prévention et contrôle des infections.

## Honneurs
- 2014 : Prix pour l’excellence en recherche de la Fondation de l’Hôpital de Montréal pour enfants[27]
- 2015 : Prix SHEA William Jarvis de la Society for Healthcare Epidemiology of America[28]
- 2016 : Prix John M. Embil du Mentorat en maladies infectieuses de la Fondation canadienne des maladies infectieuses[29]
- 2019 : Membre de l’Académie canadienne des sciences de la santé[30]
- 2021 : Prix rayonnement du Collège des médecins du Québec[31]
- 2021 : Prix de l'Ordre du mérite de l'Université de Montréal[32]
- 2022 : Doctorat honoris causa, Université Bishop's[33]
- 2022 : Officière de l'Ordre national du Québec[34]
- 2022 : Prix Femmes de mérite, catégorie Services publics, Fondation Y des femmes de Montréal[35]
- 2022 : Prix Distinguished Scientist, Canadian Society for Clinical Investigation[36]
- 2023 : Présidente d'honneur du 90e Congrès de l'Acfas[37]